# Mind: The Perpetual Intercourse
Mind: The Perpetual Intercourse (с англ. — «Разум: Бесконечная связь») — второй студийный альбом канадской электро-индастриал группы Skinny Puppy, выпущенный 5 сентября 1986 года на лейбле Nettwerk. Это первый студийный альбом, в записи которого принимал участие Дуэйн Готтел.
С альбома был выпущен сингл «Dig It», который вдохновил многих исполнителей индастриал-музыки, в том числе и на группу Nine Inch Nails. «Dig It» получила обширную трансляцию на канале MTV, а также была указана журналом Billboard как рекомендуемый танцевальный трек. Песня «Stairs and Flowers» также была выпущена в качестве сингла.
Фотография на обложке, сделанная Стивеном Р. Гилмором, является кадром из порнографического фильма, который случайно показали по телевизору в отеле города Нью-Йорк. Обложка альбома заставила (на тот момент) адвоката по социальным вопросам Мэри Элизабет Гор поместить её в один из своих списков для общественной организации Parents Music Resource Center в качестве примера того, почему на музыкальных альбомах должны быть наклейки «Parental Advisory».

## Предыстория

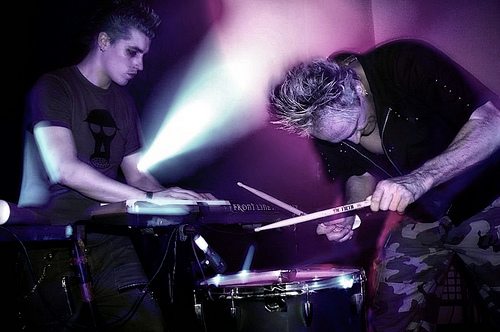
Группа Front Line Assembly на живом выступлении в Детроите, 2007 год

В 1986 году Nettwerk заключили дистрибьюторскую сделку с лейблом Capitol Records, что позволило Skinny Puppy и другим музыкальным исполнителям с Nettwerk Records расширить свою аудиторию. Менеджер Capitol Records Стивен Пауэрс заявил, что подписание таких групп, как Skinny Puppy, дало компании «реальный авторитет» перед альтернативной и студенческой музыкальной сценами. Skinny Puppy также подписал контракт с звукозаписывающим лейблом Play It Again Sam, что позволило музыке группы расшириться в Европу. Именно это расширение на европейский рынок помогло бы сделать из Skinny Puppy «дойную корову» для Nettwerk Records в их первые годы. В интервью 2007 года для CraveOnline вокалист Нивек Огр прокомментировал тогдашнее с Capitol Records время Skinny Puppy, сказав следующее: 

Нам так повезло, что мы попали сюда, и если мы оглянемся назад на тот факт, что мы были на Capitol Records в определённый момент, будучи распределенными и делая эти альбомы в рамках бюджета… был один год, когда мы были единственной группой на лейбле, чтобы получить прибыль, когда MC Hammer потерял кучу денег. Я всё ещё могу оценить это, ведь так странно, что у нас был шанс сделать это, потому что это действительно не происходит во многих случаях.
В 1986 году группу покидает Билл Либ, чтобы продолжить работу над своим собственным музыкальным проектом Front Line Assembly. Либ объяснил причины своего ухода из Skinny Puppy, заявив, что его товарищи по группе высказывали другие идеи, которые отличались от его собственных, а также что он был заинтересован в пении. На его смену приходит молчаливый уроженец Альберты Дуэйн Готтел. Обученный на классической музыке, Готтел играл в дуэте под названием Water с вокалистом Сэнди Виер, а ранее работал с синти-поп группой Psyche.

## Создание и запись

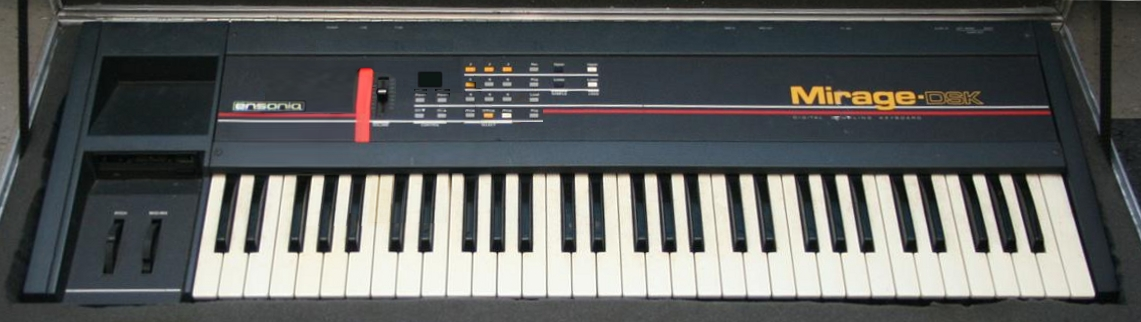
Ensoniq Mirage DSK является одним из самых ранних доступных сэмплеров-синтезаторов, который использовал Дуэйн Готтел во время записи альбома

Когда лидеру группы Кевину Ки стало ясно, что Билл Либ не заинтересован в том, чтобы остаться в Skinny Puppy, он нанял Дуэйна Готтеля. Они познакомились, когда группа Готтеля Water играла на разогреве Skinny Puppy в 1985 году. Ки и Готтел хорошо поладили друг с другом и быстро начали вместе джэммить. Готтел был классически обученным пианистом и обладал обширными техническими познаниями, включая опыт работы с Ensoniq Mirage, который стал жизненно важным для звука Skinny Puppy. Включение Готтеля помогло группе избавиться от своих синти-поп-корней и принять более индустриальный саунд.
Производственные ценности Skinny Puppy улучшились с появление Готтеля, с ключевым замечанием, что «Дуэйн принёс нам совершенно новый смысл и эстетику, которых у нас не было. До этого момента мы были действительно панк-рокерами в нашем подходе». Кевин Ки продолжал, что «он (Готтел) обладал невероятным знанием музыкального оборудования и на очень ранней стадии был действительно мастером отбора семлов, который действительно только начался». Вклад Готтеля во вторую полноформатную работу Skinny Puppy 1986 года Mind: The Perpetual Communication, помог продвинуть группу к их стилю.

## Выпуск и продвижение
Альбом стал первым новым релизом Skinny Puppy, который контролировался лейблом Capitol Records. Сделка группы с Capitol резко увеличила количество магазинов, в которых продавались их записи, с 200 до 1700 копий по всей Канаде. Выпуск их первого сингла, «Dig It», также укрепил имидж группы в Америке, где видеоклип на эту песню регулярно транслировалась на канале MTV. Обложка альбома была создана частым дизайнером и художником группы Стивеном Р. Гилмором: он сфотографировал момент по телевизору, когда порноактриса «корчилась». Данная обложка получила премию CASBY в номинации «Лучшая обложка альбома» в 1987 году.
Одновременно с выходом альбома группа отправилась в 66-дневное турне по Северной Америке и Европе вместе с австралийской группой Severed Heads. Во время тура певец Нивек Огр сказал, что посвятил альбом «тем, кто сам решает», и выразил надежду, что образы, используемые на сцене, не шокируют людей, а заставят их задуматься. Королевский Виннипегский балет использовал музыку Skinny Puppy для части своего шоу во время их тура 1986 года.

## Отзывы и критика
| Оценки критиков      | Оценки критиков |
| Источник             | Оценка          |
| -------------------- | --------------- |
| AllMusic             | [ 22 ]          |
| The Boston Globe     | негативная      |
| Billboard            | смешанная       |
| The Orlando Sentinel | [ 35 ]          |

Тим Дигравина из AllMusic дал альбому три звезды из пяти и сказал, что он не представляет группу в лучшем виде, но считает, что она в данный момент служит прелюдией к «хаотичным будущим шедеврам». Эрин Уэлч из Boston Globe писала, что альбом был интригующим, но в целом слишком непостижимым, чтобы понять его: «Провокационный? Беспокоящий? Абсурдный? Skinny Puppy совмещает все эти три прилагательные. Но стоит ли покупать пластинку Skinny Puppy, дабы послушать её? Я скажу так: я бы получил компенсацию за свою копию». Журнал Billboard рекомендовал Mind:The Perpetual Intercourse, но сказал, что у него было мало шансов на выдержку за пределами студенческого радио.
Билл Хендерсон из Orlando Sentinel сказал, что альбом был «лишён человеческих чувств или эмоций», но благодаря синтезаторов и семплов, он сиял. Диана Валуа из The Morning Call не рекомендовала и не отвергала альбом, но заявила, что он был «дотошно спроектирован — как проект по утилизации химикатов». Фрэнсис Литман из The Times Colonist раскритиковал альбом, но перед этим извинившись перед поклонниками Skinny Puppy: «я не понимаю как этот шум можно классифицировать как музыку».
В 1987 году Melody Maker назвал альбом «11-м лучшим релизом года», описав его как «безотрадная, потрескивающая деталь ржавого оборудования, весь в болтах, отклоняющего радиоволны и сталкивающегося с потерянным мусором».

## Список композиций
Все тексты написаны Нивеком Огром, вся музыка написана Нивеком Огром и Кевином Ки.
| №  | Название              | Семпл(-ы) | Длительность |
| -- | --------------------- | --- | ------------ |
| 1. | «One Time One Place»  | | 5:41         |
| 2. | «God's Gift (Maggot)» | | 4:46         |
| 3. | «Three Blind Mice»    | | 3:08         |
| 4. | «Love»                | Содержит семплы из: - Легенда адского дома (1973 г.) Джона Хью                                                  | 1:43         |
| 5. | «Stairs and Flowers»  | Содержит семплы из: - Палки аудио-драма компании ZBS Media - Кабинет доктора Фрица (1984 г.) компании ZBS Media | 5:17         |

| №                   | Название            | Семпл(-ы) | Длительность |
| ------------------- | ------------------- | --- | ------------ |
| 6.                  | «Antagonism»        | | 5:03         |
| 7.                  | «200 Years»         | Содержит семплы из: - «Элегия» (1960 г.) эпизод из телесериала Сумеречная зона Дугласа Хейза                             | 4:45         |
| 8.                  | «Dig It»            | Содержит семплы из: - «Элегия» (1960 г.) эпизод из телесериала Сумеречная зона Дугласа Хейза                             | 6:03         |
| 9.                  | «Burnt with Water»  | Содержит семплы из: - Изгоняющий дьявола (1973 г.) Уильяма Фридкина - Хэллоуин 3: Время ведьм (1982 г.) Томми Ли Уоллеса | 7:41         |
| Общая длительность: | Общая длительность: | Общая длительность: | 44:07        |

| №                   | Название                   | Семпл(-ы) | Длительность |
| ------------------- | -------------------------- | --- | ------------ |
| 10.                 | «Chainsaw»                 | Содержит семплы из: - «Элегия» (1960 г.) эпизод из телесериала Сумеречная зона Дугласа Хейза - Марафонец (1976 г.) Джона Шлезингера              | 5:55         |
| 11.                 | «Addiction»                | | 6:01         |
| 12.                 | «Stairs and Flowers (Dub)» | | 6:35         |
| 13.                 | «Deep Down Trauma Hounds»  | Содержит семплы из: - Перри Мейсон (1957–1966 г.г.) Гэйл Патрик - Вода, вода каждому кролику (1952 г.) Чарльза Дж. Джонса - Теле-станция KSTW-11 | 7:32         |
| Общая длительность: | Общая длительность:        | Общая длительность: | 70:10        |

## Участники записи
Все данные были взяты из буклета виниловой пластинки Mind: The Perpetual Intercourse.

| Skinny Puppy - Нивек Огр — вокал, клавишные, синтезатор - Кевин Ки — барабаны, перкуссия, клавишные, синтезатор, бас-гитара, гитара - Вильгельм Шрёдер — бэк-вокал («Stairs and Flowers») Приглашённые музыканты - Дуэйн Готтел — клавишные, синтезатор, семплы, бас-гитара - Дэвид П. Джексон — бензопила («Chainsaw») - Том Иллард — перкуссия, барабаны, звуковые эффекты («Chainsaw») | Производственный персонал - Дэйв Огилви — продюсер, инженер, микширование - Кевин Ки — продюсер, инженер, микширование - Стивен Р. Гилмор — дизайн обложки, фотограф, художественное оформление - Чип Нюнз — монтаж («Stairs and Flowers (Dub)») - Джастин Штраусс — ремикс («Stairs and Flowers (Dub)») - Мюррей Элиас — ремикс («Stairs and Flowers (Dub)») - Эдриан Шервуд — продюсер, инженер, микширование («Deep Down Trauma Hounds») - Крис Шеппард — микширование («Dig It» (прим. Только в CD-издании)) |